# 8月24日 (旧暦)
旧暦8月24日（きゅうれきはちがつにじゅうよっか）は、旧暦8月の24日目である。六曜は先勝である。

## できごと
- 永正8年（ユリウス暦1511年9月16日） - 永正の船岡山の戦い。細川政賢の京都進攻を恐れて丹波に逃れた前将軍・足利義稙が、大内義興らの援助により山城国船岡山に陣取った政賢を破って入京
- 天文元年（ユリウス暦1532年9月23日） - 山科本願寺焼き打ち。京都町衆の法華一揆で宗徒と六角氏が襲撃

## 誕生日
- 延宝5年（グレゴリオ暦1677年9月20日） - 毛利吉元、第6代長州藩主（+ 1731年）
- 安永5年（グレゴリオ暦1776年10月6日） - 平田篤胤、国学者（+ 1843年）

## 忌日
- 永正8年（ユリウス暦1511年9月16日） - 細川政賢、武将（* 生年不明）
- 文禄3年（グレゴリオ暦1594年10月8日） - 石川五右衛門、盗賊（* 1558年）
- 元和元年（グレゴリオ暦1615年10月16日） - 島井宗室、商人（* 1539年）